# Plaga (hudební skupina)
Plaga (česky mor) je polská black metalová kapela založená v roce 2008 ve městě Olsztyn. Mezi témata kapely patří satanismus, apokalypsa, misantropie.
První demo Trąby zagłady/Triumfalny taniec... (česky Trumpety zkázy/Triumfální tanec...) vyšlo v roce 2009, první studiové album s názvem Magia gwiezdnej entropii (česky Magie hvězdné entropie) v roce 2013.

## Diskografie

### Dema
- Trąby zagłady/Triumfalny taniec... (2009)

### Studiová alba
- Magia gwiezdnej entropii (2013)

### EP
- Pożeracze Słońc (2011)

### Kompilace
- Trąby Zagłady / Pożeracze Słońc (2006)